# Alta Flights
Alta Flights — канадская чартерная авиакомпания со штаб-квартирой в городе Эдмонтон (провинция Альберта), работающая на рынке пассажирских и грузовых авиаперевозок Канады и Соединённых Штатов Америки. Главными транзитными узлами (хабами) авиакомпании являются Международный аэропорт Эдмонтон и Международный аэропорт Калгари.

## История
Авиакомпания Alta Flights была основана и начала операционную деятельность в 1986 году.
19 ноября 2001 года компания запустила свой первый регулярный рейс из Эдмонтона в Калгари, затем ввела ещё несколько рейсов, однако 1 января 2006 года все регулярные маршруты были исключены из маршрутной сети перевозчика.
Alta Flights находится в собственности коммерческой корпорации Telford Resources. По состоянию на февраль 2010 года штат сотрудников авиакомпании составл 105 человек.

## Флот
По состоянию на май 2009 года воздушный флот авиакомпании Alta Flights составляли следующие самолёты:
- 1 BAe Jetstream 31
- 3 BAe Jetstream 32
- 4 Beechcraft King Air 100
- 2 Beechcraft King Air 350
- 3 Cessna Caravan 675
- 4 Fairchild Metro 23
- 1 Fairchild Metro III
- 5 Cessna 172 (используются для аэронаблюдения за трубопроводными системами)